# Globe Soccer Awards
Los Globe Soccer Awards, conocidos popularmente como Dubai D'or, son unos premios anuales que concede la organización Globe Soccer, en conjunto con el Consejo de Deportes de Dubái, la Asociación de Clubes Europeos (ECA) y la Asociación Europea de Agentes de Jugadores (EFAA) a los futbolistas profesionales, así como a entidades y diversas personalidades referentes al fútbol.
La ceremonia de premiación se celebra anualmente en la ciudad de Dubái en los Emiratos Árabes Unidos, a la cual asisten los principales representantes del mundo del fútbol: FIFA, ECA, UEFA; la UAE Pro League, importantes clubes mundiales, sus directivos, entrenadores, agentes y celebridades de todo el mundo, fomentando un intercambio de opiniones sobre el mundo del fútbol como meta principal, junto a cuestiones relacionadas con transferencias y el mercado futbolístico.

## Historia
Creada en 2010 por el director de Globe Soccer Tommaso Bendoni y Riccardo Silva,contó en su primera edición con tres categorías, que se ampliaron a seis en 2011 y a diez en 2012.
Con el paso de los años, el número de premios y categorías ha aumentado, reflejando el crecimiento y la diversificación del fútbol en todo el mundo. Además, en los últimos años también se han galardonado los logros obtenidos en el fútbol femenino mediante la creación de categorías específicas.
En 2023, LaLiga, dirigida por Javier Tebas, se convirtió en la primera de las cinco grandes ligas en establecer un acuerdo con dichos premios.

## Proceso de selección
Los premios se conceden a personas y entidades de la industria del fútbol por sus logros. El proceso de selección de los galardonados consta de dos fases de votación, en las que participan aficionados al fútbol de todo el mundo.
En la primera fase, el público selecciona a los finalistas de entre un conjunto de nominados. En la segunda fase, la decisión final la toman tanto los votos del público como un jurado compuesto por profesionales del fútbol, como periodistas, agentes, entrenadores y exjugadores.Actualmente también se pueden comprar votos desde la página web oficial, además que se obtienen votos de regalo al instalar la aplicación oficial de la organización.

## Ganadores

### Premios 2010
Galardonados:
| Categoría                              | Ganador                | Club               |
| -------------------------------------- | ---------------------- | ------------------ |
| Premio al mejor directivo de fútbol    | Miguel Ángel Gil Marín | Atlético de Madrid |
| Premio mejor jugador de fútbol         | No entregado           | No entregado       |
| Premio a la carrera deportiva          | Adriano Galliani       | A. C. Milan        |
| Premio al mejor agente o representante | Jorge Mendes           | -                  |

### Premios 2011
Galardonados:
| Categoría                              | Ganador                   | Club              |
| -------------------------------------- | ------------------------- | ----------------- |
| Premio mejor club de fútbol            | F. C. Barcelona           | F. C. Barcelona   |
| Premio mejor jugador de fútbol         | Cristiano Ronaldo         | Real Madrid C. F. |
| Premio a la carrera deportiva          | Alessandro Del Piero      | Juventus F. C.    |
| Premio al mejor directivo de fútbol    | Jorge Nuno Pinto da Costa | F. C. Porto.      |
| Premio mayor atracción mediática       | Cristiano Ronaldo         | Real Madrid C. F. |
| Premio al mejor agente o representante | Jorge Mendes              | -                 |

### Premios 2012
Galardonados:
| Categoría                                                 | Ganador            | Club               |
| --------------------------------------------------------- | ------------------ | ------------------ |
| Premios del Siglo xx Jugador del Siglo xx: Diego Maradona |                    |                    |
| Premio mejor club de fútbol                               | Atlético de Madrid | Atlético de Madrid |
| Premio mejor jugador de fútbol                            | Radamel Falcao     | Atlético de Madrid |
| Premio a la carrera deportiva                             | Éric Abidal        | F. C. Barcelona    |
| Premio mejor entrenador                                   | José Mourinho      | Real Madrid C. F.  |
| Premio mayor atracción mediática                          | José Mourinho      | Real Madrid C. F.  |
| Premio máximo goleador de E.A.U.                          | Hassan Mohamed     | Dubai C. S. C.     |
| Premio especial trayectoria                               | Michel Platini     | -                  |
| Premio a la carrera como agente                           | Rob Jansen         | -                  |
| Premio al mejor agente o representante                    | Jorge Mendes       | -                  |

### Premios 2013
Galardonados:
| Categoría                                        | Ganador            | Club                             |
| ------------------------------------------------ | ------------------ | -------------------------------- |
| Premio mejor club de fútbol                      | F. C. Bayern       | F. C. Bayern                     |
| Premio mejor jugador de fútbol                   | Franck Ribéry      | F. C. Bayern                     |
| Premio mejor jugador de fútbol según aficionados | Cristiano Ronaldo  | Real Madrid C. F.                |
| Premio a la carrera deportiva                    | Xavi Hernández     | F. C. Barcelona                  |
| Premio mejor entrenador                          | Antonio Conte      | Juventus F. C.                   |
| Premio a la carrera de entrenador                | Josep Guardiola    | F. C. Bayern                     |
| Premio mayor atracción mediática                 | Josep Guardiola    | F. C. Bayern                     |
| Premio mejor entrenador de GCC                   | Mahdi Ali          | Selección de los Emiratos Árabes |
| Premio especial trayectoria                      | Deco               | -                                |
| Premio a la carrera como agente                  | Giovanni Branchini | -                                |
| Premio al mejor agente o representante           | Jorge Mendes       | -                                |

### Premios 2014
Galardonados:
| Categoría                                                               | Ganador            | Club               |
| ----------------------------------------------------------------------- | ------------------ | ------------------ |
| Premio al mejor club de fútbol                                          | Real Madrid C. F.  | Real Madrid C. F.  |
| Premio especial                                                         | Atlético de Madrid | Atlético de Madrid |
| Premio al mejor presidente                                              | Florentino Pérez   | Real Madrid C. F.  |
| Premio al mejor entrenador                                              | Carlo Ancelotti    | Real Madrid C. F.  |
| Premio al mejor jugador de fútbol                                       | Cristiano Ronaldo  | Real Madrid C. F.  |
| Premio al mejor jugador de fútbol según aficionados del periódico MARCA | Cristiano Ronaldo  | Real Madrid C. F.  |
| Premio al mejor jugador revelación                                      | James Rodríguez    | Real Madrid C. F.  |
| Premio mayor atracción mediática                                        | Carlo Ancelotti    | Real Madrid C. F.  |
| Premio especial trayectoria                                             | Filippo Inzaghi    | A. C. Milan        |
| Premio al mejor agente o representante                                  | Jorge Mendes       | -                  |
| Premio al mejor árbitro                                                 | Nicola Rizzoli     | -                  |
| Premio al mejor ejecutivo de medios                                     | Riccardo Silva     | -                  |

### Premios 2015
Galardonados:
| Categoría                                 | Ganador              | Club                 |
| ----------------------------------------- | -------------------- | -------------------- |
| Premio al mejor club de fútbol            | F. C. Barcelona      | F. C. Barcelona      |
| Premio al mejor presidente                | Josep Maria Bartomeu | F. C. Barcelona      |
| Premio al mejor entrenador                | Marc Wilmots         | Selección de Bélgica |
| Premio al mejor jugador de fútbol         | Lionel Messi         | F. C. Barcelona      |
| Premio al mejor jugador de Arabia Saudita | Yasir Al-Shahrani    | Al-Hilal Saudi F. C. |
| Premio a la mejor academia de fútbol      | S. L. Benfica        | S. L. Benfica        |
| Premio a la mayor atracción mediática     | F. C. Barcelona      | F. C. Barcelona      |
| Premio a la carrera deportiva             | Andrea Pirlo         | New York City F. C.  |
| Premio a la carrera deportiva             | Frank Lampard        | New York City F. C.  |
| Premio al mejor árbitro                   | Ravshan Irmatov      | -                    |
| Premio al mejor agente o representante    | Jorge Mendes         | -                    |

### Premios 2016
Galardonados:
| Categoría                                 | Ganador                     | Club                  |
| ----------------------------------------- | --------------------------- | --------------------- |
| Premio al mejor club de fútbol            | Real Madrid C. F.           | Real Madrid C. F.     |
| Premio al mejor presidente                | Florentino Pérez            | Real Madrid C. F.     |
| Premio al mejor entrenador                | Fernando Santos             | Selección de Portugal |
| Premio al mejor jugador de fútbol         | Cristiano Ronaldo           | Real Madrid C. F.     |
| Premio al mejor jugador de Arabia Saudita | Omar Abdulrahman            | Al-Ain F. C.          |
| Premio al mejor árbitro                   | Mark Clattenburg            | -                     |
| Premio al mejor agente o representante    | Mino Raiola                 | -                     |
| Premio a trayectoria deportiva            | Javier Zanetti Samuel Eto'o | -                     |

### Premios 2017
Galardonados:
| Categoría                                     | Ganador                      | Club                  |
| --------------------------------------------- | ---------------------------- | --------------------- |
| Premio al mejor club de fútbol                | Real Madrid C. F.            | Real Madrid C. F.     |
| Premio al mejor entrenador                    | Zinedine Zidane              | Real Madrid C. F.     |
| Premio al mejor jugador de fútbol             | Cristiano Ronaldo            | Real Madrid C. F.     |
| Premio al mejor selección árabe               | Selección Saudí              | Selección Saudí       |
| Premio al mejor entrenador de selección árabe | Héctor Cúper                 | Selección de Egipto   |
| Premio al mejor árbitro                       | Felix Brych                  | -                     |
| Premio al mejor campeonato                    | Primera División de España   | -                     |
| Premio al mejor agente o representante        | Jorge Mendes                 | -                     |
| Premio a trayectoria deportiva                | Francesco Totti Carles Puyol | -                     |
| Premio a la carrera del entrenador            | Diego Simeone                | Atlético de Madrid    |
| Premio al mejor ejecutivo                     | Vadim Vasilyev               | A. S. Monaco F. C.    |
| Premio al mejor negocio deportivo             | Ferran Soriano               | Manchester City F. C. |

### Premios 2018
Galardonados:
| Categoría                              | Ganador            | Club                 |
| -------------------------------------- | ------------------ | -------------------- |
| Premio al mejor club de fútbol         | Atlético de Madrid | Atlético de Madrid   |
| Premio al mejor entrenador             | Didier Deschamps   | Selección de Francia |
| Premio al mejor jugador de fútbol      | Cristiano Ronaldo  | Real Madrid C. F.    |
| Premio a la carrera del jugador        | Ronaldo Nazario    | -                    |
| Premio a la carrera del entrenador     | Fabio Capello      | -                    |
| Premio al mejor árbitro árabe          | Mohammed Abdullah  | -                    |
| Premio especial a la carrera           | Zvonimir Boban     | -                    |
| Premio al mejor agente o representante | Jorge Mendes       | -                    |
| Premio a la carrera árabe              | Sami Al-Jaber      | -                    |
| Premio Globe Soccer 433 fans'          | Cristiano Ronaldo  | Real Madrid C. F.    |
| Mejor director deportivo del año       | Fabio Paratici     | Juventus F. C.       |

### Premios 2019
Galardonados:
| Categoría                              | Ganador                     | Club                  |
| -------------------------------------- | --------------------------- | --------------------- |
| Premio al mejor club de fútbol         | Liverpool F. C.             | Liverpool F. C.       |
| Premio al mejor entrenador             | Jürgen Klopp                | Liverpool F. C.       |
| Premio al mejor jugador de fútbol      | Cristiano Ronaldo           | Juventus F. C.        |
| Premio a la mejor jugadora             | Lucy Bronze                 | Olympique de Lyon     |
| Mejor Jugador Revelación               | João Félix                  | Atlético de Madrid    |
| Premio a la carrera del jugador        | Miralem Pjanić              | Juventus F. C.        |
| Premio a la mejor academia del año     | A. F. C. Ajax S. L. Benfica | -                     |
| Premio al mejor árbitro                | Stephanie Frappart          | -                     |
| Premio al mejor futbolista árabe joven | Achraf Hakimi               | Real Madrid C. F.     |
| Premio al mejor agente o representante | Jorge Mendes                | -                     |
| Premio al mejor jugador árabe          | Abderrazak Hamdallah        | -                     |
| Premio al mejor portero                | Alisson Becker              | Liverpool F. C.       |
| Mejor director deportivo del año       | Andrea Berta                | Atlético de Madrid    |
| Premio a la mejor Partnership del año  | SAP                         | Manchester City F. C. |

### Premios 2020
Galardonados:
| Categoría | Ganador            | Club                                                                     |
| --- | ------------------ | ------------------------------------------------------------------------ |
| Premios del Siglo xxi Jugador del Siglo xxi: Cristiano Ronaldo Entrenador del Siglo xxi: Pep Guardiola Club del Siglo xxi: Real Madrid C. F. Agente del Siglo xxi: Jorge Mendes |                    |                                                                          |
| Premio al mejor club de fútbol | F. C. Bayern       | F. C. Bayern                                                             |
| Premio al mejor entrenador | Hansi Flick        | F. C. Bayern                                                             |
| Premio al mejor jugador de fútbol | Robert Lewandowski | F. C. Bayern                                                             |
| Premio a la carrera del jugador | Gerard Piqué       | Manchester United F. C Real Zaragoza F. C. Barcelona Selección de España |
| Premio a la carrera del jugador | Iker Casillas      | Real Madrid C. F. F. C. Porto Selección de España                        |
| Premio al mejor club del Medio Oriente | Al-Ahly S. C.      | Al-Ahly S. C.                                                            |

### Premios 2021
Galardonados:
| Categoría                                   | Ganador                       | Club                          |
| ------------------------------------------- | ----------------------------- | ----------------------------- |
| Premio al mejor club de fútbol              | Chelsea F. C.                 | Chelsea F. C.                 |
| Premio al mejor club femenino de fútbol     | F. C. Barcelona               | F. C. Barcelona               |
| Premio al mejor entrenador                  | Roberto Mancini               | Selección de Italia           |
| Premio al mejor jugador de fútbol           | Kylian Mbappé                 | Paris Saint-Germain F. C.     |
| Premio a la mejor jugadora de fútbol        | Alexia Putellas               | F. C. Barcelona               |
| Máximo goleador de todos los tiempos        | Cristiano Ronaldo             | Manchester United F. C.       |
| Premio Maradona al mejor goleador del año   | Robert Lewandowski            | F. C. Bayern                  |
| Premio a la carrera del jugador             | Ronaldinho                    | Ronaldinho                    |
| Premio al mejor portero                     | Gianluigi Donnarumma          | Paris Saint-Germain F. C.     |
| Premio al mejor defensor                    | Leonardo Bonucci              | Juventus F. C.                |
| Premio a la mejor selección del año         | Selección de Italia           | Selección de Italia           |
| Jugador del año por los fanáticos de TikTok | Robert Lewandowski            | F. C. Bayern                  |
| Premio al mejor agente o representante      | Federico Pastorello           | Federico Pastorello           |
| Premio al mejor director deportivo del año  | Txiki Begiristain             | Txiki Begiristain             |
| Mejor jugador de eSports del año            | Aldossary "Msdossary7" Mossad | Aldossary "Msdossary7" Mossad |
| Mejor academia juvenil en África            | ZED F. C.                     | ZED F. C.                     |
| Premio especial a la innovación             | Serie A                       | Serie A                       |

### Premios 2022
Galardonados:
| Categoría                                   | Ganador                                 | Club                                    |
| ------------------------------------------- | --------------------------------------- | --------------------------------------- |
| Premio al mejor jugador de fútbol           | Karim Benzema                           | Real Madrid C. F.                       |
| Premio a la mejor jugadora de fútbol        | Alexia Putellas                         | F. C. Barcelona                         |
| Mejor defensor de todos los tiempos         | Sergio Ramos                            | Paris Saint-Germain F. C.               |
| Premio al mejor club de fútbol              | Real Madrid C. F.                       | Real Madrid C. F.                       |
| Premio al mejor club femenino de fútbol     | Olympique de Lyon                       | Olympique de Lyon                       |
| Premio al mejor entrenador                  | Carlo Ancelotti                         | Carlo Ancelotti                         |
| Premio al mejor agente o representante      | Jorge Mendes                            | Jorge Mendes                            |
| Premio al mejor presidente del año          | Florentino Pérez                        | Florentino Pérez                        |
| Premio al mejor director deportivo del año  | Paolo Maldini Frederic Massara          | Paolo Maldini Frederic Massara          |
| Premio al mejor jugador emergente del año   | Victor Osimhen                          | S. S. C. Napoli                         |
| Premio CNN fuera del campo                  | Didier Drogba                           | Didier Drogba                           |
| Premio al mejor club joven de fútbol        | S. L. Benfica                           | S. L. Benfica                           |
| Mejor oferta de transferencia del año       | Rafaela Pimenta                         | Rafaela Pimenta                         |
| Mejor ejecutivo del año                     | José Ángel Sánchez                      | José Ángel Sánchez                      |
| Premio a la carrera ejecutiva               | Adriano Galliani                        | Adriano Galliani                        |
| Premio a la trayectoria del jugador         | Romario Zlatan Ibrahimović Wayne Rooney | Romario Zlatan Ibrahimović Wayne Rooney |
| Premio a la carrera de entrenador           | Unai Emery                              | Unai Emery                              |
| Premio a la carrera de agentes              | René Ramos                              | René Ramos                              |
| Premio al mejor descubridor del año         | Juni Calafat                            | Juni Calafat                            |
| Jugador del año por los fanáticos de TikTok | Mohamed Salah                           | Mohamed Salah                           |

### Premios 2023
Galardonados:
| Categoría                                       | Ganador                       | Club                          |
| ----------------------------------------------- | ----------------------------- | ----------------------------- |
| Premio al mejor jugador de fútbol               | Erling Haaland                | Manchester City F. C.         |
| Premio a la mejor jugadora de fútbol            | Aitana Bonmatí                | F. C. Barcelona               |
| Premio al jugador favorito de los fanáticos     | Cristiano Ronaldo             | Al-Nassr F. C.                |
| Premio al mejor club de fútbol                  | Manchester City F. C.         | Manchester City F. C.         |
| Premio al mejor club femenino de fútbol         | F. C. Barcelona               | F. C. Barcelona               |
| Premio al mejor entrenador                      | Pep Guardiola                 | Pep Guardiola                 |
| Premio al mejor agente o representante          | Jorge Mendes                  | Jorge Mendes                  |
| Premio al mejor presidente del año              | Khaldoon Mubarak              | Khaldoon Mubarak              |
| Premio al mejor jugador de Medio Oriente        | Cristiano Ronaldo             | Cristiano Ronaldo             |
| Premio al mejor jugador emergente del año       | Jude Bellingham               | Real Madrid C. F.             |
| Premio al mejor mediocampista                   | Rodri Hernández               | Manchester City F. C.         |
| Premio al mejor portero                         | Ederson Moraes                | Manchester City F. C.         |
| Premio a la trayectoria del jugador             | Casemiro John Terry           | Casemiro John Terry           |
| Premio Maradona al mejor goleador del año       | Cristiano Ronaldo             | Al-Nassr F. C.                |
| Premio a la carrera de entrenador               | Lionel Scaloni                | Selección Argentina           |
| Premio al mejor director deportivo del año      | Cristiano Giuntoli            | Cristiano Giuntoli            |
| Premio a la mejor creadora de videos            | Asgary_freesyle               | Asgary_freesyle               |
| Mejor jugador de eSports del año                | Aldossary "Msdossary7" Mossad | Aldossary "Msdossary7" Mossad |
| Premio al mejor periodista digital              | Fabrizio Romano               | Fabrizio Romano               |
| Mejor influenciador de redes sociales           | Alnoufali_7                   | Alnoufali_7                   |
| Serie A - Mejor contenido digital de un jugador | Rafael Leão                   | A. C. Milan                   |
| Serie A - Mejor contenido digital de un club    | A. S. Roma                    | A. S. Roma                    |
| Mejor empresa de medios de Oriente Medio        | Saudi Media Company           | Saudi Media Company           |
| Mejor Academia de Medio Oriente                 | ZED F. C.                     | ZED F. C.                     |

### Premios 2024

#### Globe Soccer Awards - Edición Europea
En el primer semestre de 2024, se llevaron a cabo por primera vez los Globe Soccer Awards en su versión europea, desarrollada en Costa Smeralda, Cerdeña, Italia. Galardonados:
| Categoría                                        | Ganador                          | Club                             |
| ------------------------------------------------ | -------------------------------- | -------------------------------- |
| Premio al mejor jugador de fútbol                | Kylian Mbappé                    | Paris Saint-Germain F. C.        |
| Premio al jugador emergente                      | Lamine Yamal                     | F. C. Barcelona                  |
| Premio al máximo goleador                        | Harry Kane                       | F. C. Bayern                     |
| Premio al mejor club masculino de fútbol         | Manchester City F. C.            | Manchester City F. C.            |
| Premio al mejor club femenino de fútbol          | F. C. Barcelona                  | F. C. Barcelona                  |
| Premio al mejor entrenador                       | Xabi Alonso                      | Bayer Leverkusen                 |
| Premio al mejor entrenador de la Premiere League | Mikel Arteta                     | Arsenal F. C.                    |
| Premio a la carrera de entrenador                | Luciano Spalletti                | Selección de Italia              |
| Premio a la trayectoria del jugador              | Gianluigi Buffon                 | Gianluigi Buffon                 |
| Premio revelación                                | Atalanta B. C.                   | Atalanta B. C.                   |
| Premio al regreso                                | Como                             | Como                             |
| Premio al liderazgo en el fútbol                 | Nasser Al-Khelaïfi               | Nasser Al-Khelaïfi               |
| Premio especial a la trayectoria                 | Karl-Heinz Rummenigge Luigi Riva | Karl-Heinz Rummenigge Luigi Riva |
| Premio al espíritu deportivo                     | Gianluca Pessotto                | Gianluca Pessotto                |

#### Globe Soccer Awards - Edición Dubái
Galardonados:
| Categoría                                      | Ganador                               | Club                                  |
| ---------------------------------------------- | ------------------------------------- | ------------------------------------- |
| Premio al mejor jugador de fútbol              | Vinícius Júnior                       | Real Madrid C. F.                     |
| Premio al mejor delantero                      | Vinícius Júnior                       | Real Madrid C. F.                     |
| Premio a la mejor jugadora de fútbol           | Aitana Bonmatí                        | F. C. Barcelona                       |
| Premio al jugador emergente                    | Lamine Yamal                          | F. C. Barcelona                       |
| Premio al mejor centrocampista                 | Jude Bellingham                       | Real Madrid C. F.                     |
| Premio Maradona                                | Jude Bellingham                       | Real Madrid C. F.                     |
| Premio al mejor jugador de Medio Oriente       | Cristiano Ronaldo                     | Al-Nassr F. C.                        |
| Premio al máximo goleador de todos los tiempos | Cristiano Ronaldo                     | Al-Nassr F. C.                        |
| Premio al mejor club masculino de fútbol       | Real Madrid C. F.                     | Real Madrid C. F.                     |
| Premio al mejor club femenino de fútbol        | F. C. Barcelona                       | F. C. Barcelona                       |
| Premio al club revelación                      | Olympiakos F. C.                      | Olympiakos F. C.                      |
| Premio al mejor entrenador                     | Carlo Ancelotti                       | Real Madrid C. F.                     |
| Premio al mejor entrenador de Medio Oriente    | Jorge Jesus                           | Al-Hilal F. C.                        |
| Premio al mejor club de Medio Oriente          | Al-Ain F. C.                          | Al-Ain F. C.                          |
| Premio al mejor director deportivo             | Piero Ausilio                         | Piero Ausilio                         |
| Premio al mejor agente                         | Jorge Mendes                          | Jorge Mendes                          |
| Premio especial a la carrera                   | Alessandro Del Piero Florentino Pérez | Alessandro Del Piero Florentino Pérez |
| Premio a la carrera del jugador                | Thibaut Courtois Neymar Rio Ferdinand | Thibaut Courtois Neymar Rio Ferdinand |

## Premios del Siglo

### Jugador delsigloXX
En la ceremonia de los Premios Globe Soccer 2012, la organización decidió otorgar un premio especial para reconocer al mejor Jugador del Siglo xx.
| Categoría            | Ganador        | Club |
| -------------------- | -------------- | --- |
| Jugador del Siglo xx | Diego Maradona | A. A. Argentinos Juniors C. A. Boca Juniors F. C. Barcelona S. S. C. Napoli Sevilla F. C. C. A. Newell's Old Boys Selección Argentina |

### Premios delsigloXXI
Del mismo modo, en la ceremonia de los Premios Globe Soccer 2020, la organización decidió otorgar simultáneamente una serie de premios especiales conocidos como Premios del Siglo xxi, que buscan reconocer a las figuras más importantes del fútbol en el período comprendido entre 2001 y 2020. La ceremonia de entrega de los premios contó con la presencia de diferentes personalidades vinculadas al mundo del fútbol, en la que destacó el presidente de la FIFA, Gianni Infantino, quién habría pronunciado un discurso en la conferencia.
| Categoría                | Ganador           | Club                                                                                          |
| ------------------------ | ----------------- | --------------------------------------------------------------------------------------------- |
| Jugador del Siglo xxi    | Cristiano Ronaldo | Sporting C. P. Manchester United F. C. Real Madrid C. F. Juventus F. C. Selección de Portugal |
| Entrenador del Siglo xxi | Pep Guardiola     | F. C. Barcelona F. C. Bayern Manchester City F. C.                                            |
| Club del Siglo xxi       | Real Madrid C. F. | Real Madrid C. F.                                                                             |
| Agente del Siglo xxi     | Jorge Mendes      | Jorge Mendes                                                                                  |

## Premio al mejor jugador del año
- 2010 – No premiado
- 2011 –  Cristiano Ronaldo (Real Madrid C. F.) (1)
- 2012 –  Radamel Falcao (Atlético de Madrid) (1)
- 2013 –  Franck Ribéry (F. C. Bayern) (1)
- 2014 –  Cristiano Ronaldo (Real Madrid C. F.) (2)
- 2015 –  Lionel Messi (F. C. Barcelona) (1)
- 2016 –  Cristiano Ronaldo (Real Madrid C. F.) (3)
- 2017 –  Cristiano Ronaldo (Real Madrid C. F.) (4)
- 2018 –  Cristiano Ronaldo (Real Madrid C. F./Juventus F. C.) (5)
- 2019 –  Cristiano Ronaldo (Juventus F. C.) (6)
- 2020 –  Robert Lewandowski (F. C. Bayern) (1)
- 2021 –  Kylian Mbappé (París Saint-Germain F. C.) (1)
- 2022 -  Karim Benzema (Real Madrid C. F.) (1)
- 2023 -  Erling Haaland  (Manchester City) (1)
- 2024 -  Vinícius Júnior (Real Madrid Club de Fútbol) (1)

## Premio al mejor entrenador del año
- 2010 – No premiado
- 2011 – No premiado
- 2012 –  José Mourinho (Real Madrid C. F.)
- 2013 –  Antonio Conte (Juventus F. C.)
- 2014 –  Carlo Ancelotti (Real Madrid C. F.)
- 2015 –  Marc Wilmots (Selección de Bélgica)
- 2016 –  Fernando Santos (Selección de Portugal)
- 2017 –  Zinedine Zidane (Real Madrid C. F.)
- 2018 –  Didier Deschamps (Selección de Francia)
- 2019 –  Jürgen Klopp (Liverpool F. C.)
- 2020 –  Hansi Flick (F. C. Bayern)
- 2021 –  Roberto Mancini (Selección de Italia)
- 2022 –  Carlo Ancelotti (Real Madrid C. F.) (2)
- 2023 -  Pep Guardiola (Manchester City)
- 2024 -  Carlo Ancelotti (Real Madrid C. F.) (3)

## Premio al mejor club del año
- 2010 – No premiado
- 2011 –  F. C. Barcelona (1)
- 2012 –  Atlético de Madrid (1)
- 2013 –  F. C. Bayern (1)
- 2014 –  Real Madrid C. F. (1)
- 2015 –  F. C. Barcelona (2)
- 2016 –  Real Madrid C. F. (2)
- 2017 –  Real Madrid C. F. (3)
- 2018 –  Atlético de Madrid (2)
- 2019 –  Liverpool F. C. (1)
- 2020 –  F. C. Bayern (2)
- 2021 –  Chelsea F. C. (1)
- 2022 –  Real Madrid C. F. (4)
- 2023  -  Manchester City (1)
- 2024  -  Real Madrid Club de Fútbol (5)

## Polémicas del premio
Aunque los Globe Soccer Awards reconocen logros individuales y cuentan con la participación de importantes entidades del fútbol, algunos sectores, especialmente la prensa deportiva sensacionalista y diversos grupos de aficionados de algunos equipos y jugadores específicos, consideran que su prestigio no es equiparable al del Balón de Oro o al del Jugador del Año de la UEFA.
Uno de los motivos puede atribuirse en parte a posibles conflictos de interés entre los organizadores del evento y los premiados. La empresa detrás de la organización, Globe Soccer, tiene como principales accionistas a Bendoni Consulting (propiedad de Tommaso Bendoni, fundador de Globe Soccer) y Silva International, que desde 2017 es su mayor accionista.
Silva International, liderada por Riccardo Silva, también ha sido galardonada en estos premios en 2014. Silva es además el máximo accionista de Gestifute, una firma fundada por el agente Jorge Mendes, quien ha sido premiado en siete ocasiones en los Globe Soccer Awards, además de haber representado a varios futbolistas destacados a lo largo de los años, lo que podría generar percepciones de conflicto de interés en la entrega de los premios.